# Triberg (stacja kolejowa)
Triberg – stacja kolejowa w Triberg im Schwarzwald, w kraju związkowym Badenia-Wirtembergia, w Niemczech. Znajdują się tu 2 perony.